# Península de Cola

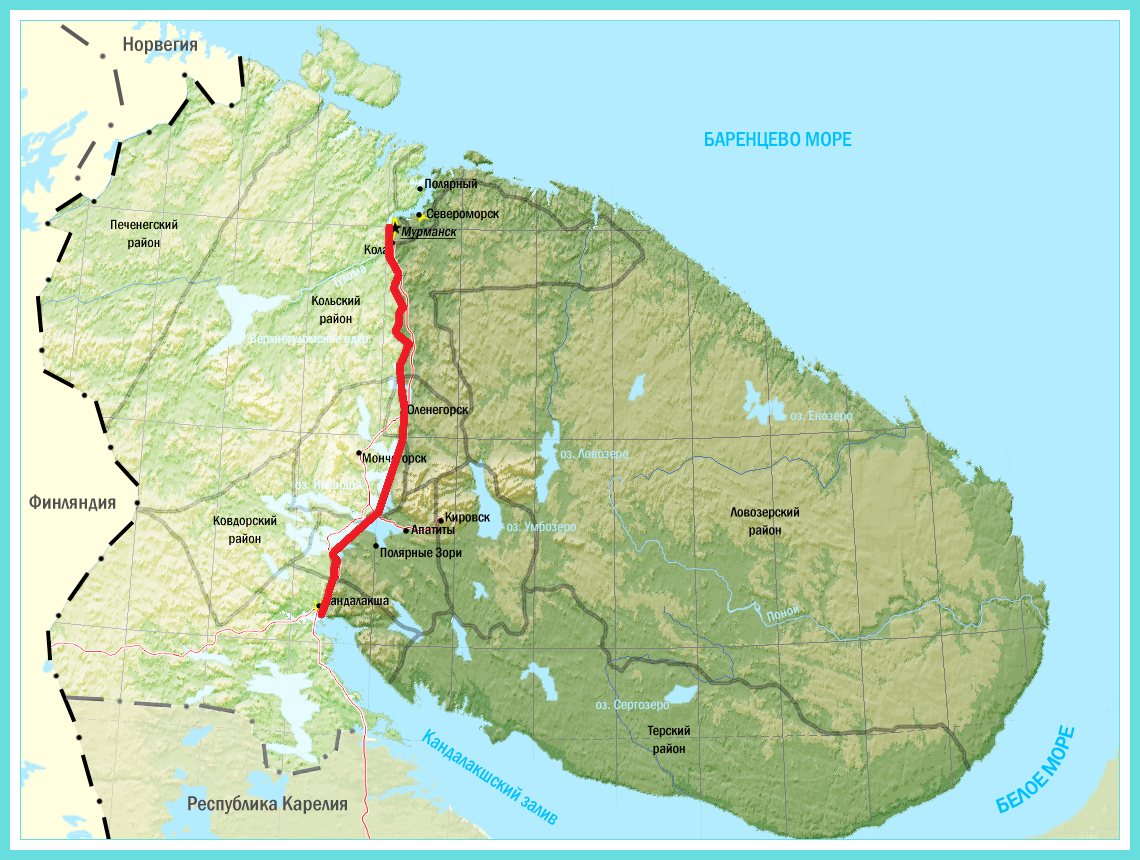
Localização da Península de Cola, a sul do Mar de Barents

Murmansk na Rússia.

A península de Cola ou Kola (em russo:  Кольский полуостров, Kol'skij poluostrov), situa-se no extremo norte da Rússia Europeia, junto à fronteira com a Finlândia, fazendo parte do Oblast de Murmansque. É limitada a norte pelo mar de Barents e a sul e este pelo mar Branco, cobrindo uma superfície aproximada de 100 000 km².
Além dos Pomors russos, a península é habitada pelos povos sami (lapões), que foram forçados ao sedentarismo em Lovozero durante os anos do comunismo.[carece de fontes?].

## Interesse geológico
Na península de Cola encontram-se as sondas "mais profundas" para estudos da crosta terrestre voltados a prospecção de petróleo, já na década de 1970 eram iniciadas perfurações de poços superprofundos que pretendiam profundidades de 15 km, dentre os quais o Poço Superprofundo de Kola. Porém essa meta foi abandonada em 12 290 m ou seja 40 320 pés, quando a ponta da perfuratriz entraria em contato com temperaturas superiores a 300 °C, que fatalmente anulariam a têmpera das brocas.